# Kentarō Yabuki
Kentarō Yabuki (矢吹 健太朗?, Yabuki Kentarō; Kōchi, 4 febbraio 1980) è un fumettista giapponese.
Ha avuto come maestro Takeshi Obata, il famoso illustratore di serie come Hikaru no go e Death Note.
Yabuki è maggiormente conosciuto per la serie Black Cat pubblicata anche in Italia grazie alla Star Comics. L'autore, dopo la felice collaborazione con lo sceneggiatore Hasemi Saki alla serie shōnen To Love-Ru, pubblicata su Shōnen Jump, ha portato a compimento To Love-Ru Darkness (sempre con Hasemi Saki) sequel della serie. Dal 2020 al 2023 si è dedicato alla serie Ayakashi Triangle.

## Vita

Firma di Kentarō Yabuki

Yabuki è nato il 4 febbraio 1980 a Kōchi, nella prefettura omonima. Nel periodo delle medie visse a Kitakyūshū, nella prefettura di Fukuoka il primo anno e, gli anni successivi, nella prefettura di Okayama.
È stato allievo di Takeshi Obata, famoso illustratore di Hikaru no go e Death Note. I suoi assistenti sono: Shiho Kashiwagi, Yoshitaka Satō, Katsunori Hida e Kentarō Hon'na.

## Opere

### Serie
- Cronache di Yamato (1999)
- Black Cat (2000-2004)[10]
- To Love-Ru (2006-2009)[11]
- Mayoi Neko Overrun! (2010)
- To Love-Ru Darkness (2010-2017)[12]
- Darling in the Franxx (2018-2020)[13]
- Ayakashi Triangle (2020-2023)[14][15][16]

### One-shot
- Cronache di Yamato (1998), capitolo pilota pubblicato nel 1998 all'interno dell'Akamaru Jump, un numero speciale dello Shōnen Jump.
- Black Cat (1999), capitolo pilota pubblicato nel 1999 all'interno del numero 46 dello Shōnen Jump col titolo Stray Cat.
- Trans Boy (2004), capitolo pilota pubblicato nel 2004 all'interno del numero 37/38 dello Shōnen Jump.
- Futagami☆Double (2010), capitolo pilota pubblicato nel 2010 all'interno del numero 5-6 dello Shōnen Jump.

### Light novel
- Jigen bakuju (1999), illustrazioni
- Hatena Illusion (2014-2015), illustrazioni
- Hatena Illusion R (2019-in corso), illustrazioni